# آرثر هندرسون سميث
آرثر هندرسون سميث (بالإنجليزية: Arthur Henderson Smith)‏ هو مبشر أمريكي، ولد في 18 يوليو 1845، وتوفي في 31 أغسطس 1932.